# José Magno

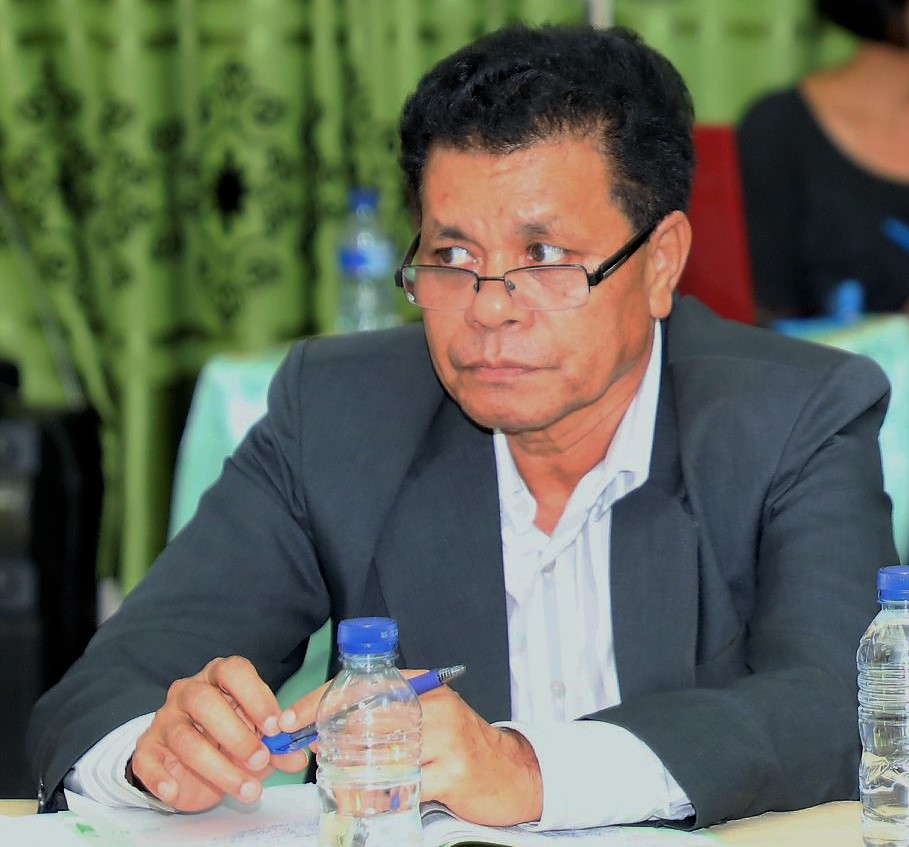
José dos Reis Magno (2018)

José dos Reis Magno ist ein osttimoresischer Beamter und Gesundheitspolitiker. Er ist Mitglied des Congresso Nacional da Reconstrução Timorense (CNRT).
2008 wurde Magno zum Nationalen Direktor für kommunale Gesundheit der zentralen Dienste des Gesundheitsministeriums ernannt. Spätestens seit 2016 (und mindestens bis 2018) war er Generaldirektor der Zentralen Dienste (tetum Diretor Geral Servisus Korporativus) im Gesundheitsministerium Osttimors.
Am 1. Juli 2023 wurde Magno zum Vizeminister für die Stärkung der Gesundheitsinstitutionen in der IX. Regierung Osttimors vereidigt.